# مقاطعة ميرسير (ميزوري)
مقاطعة ميرسير (بالإنجليزية: Mercer County)‏ هي إحدى المقاطعات في ولاية ميزوري في الولايات المتحدة الأمريكية.

## أعلام
- روي آلفين بالدوين